# UK Decay
UK Decay – brytyjski zespół z pogranicza post-punk i gothic rocka, pod względem wpływów na tę scenę wymieniany obok takich nazw, jak Siouxsie and the Banshees, czy The Sisters of Mercy. Grupa została założona w mieście Luton, jako kontynuacja zespołu „The Resistors”.

## Historia
Pierwszym ważniejszym wydawnictwem UK Decay był minialbum Black Cat, wydany przez Plastic Records. Do najbardziej rozpoznawalnych nagrań zespołu należy płyta For Madmen Only, wydana w 1981.
Pomimo wielu sukcesów koncertowych i wydawniczych zespół rozpadł się w 1982 roku.
W 2008 roku reaktywowano zespół w lekko zmienionym składzie z powodu śmierci perkusisty. UK Decay wróciło do pojedynczych tras koncertowych.

## Skład
- Steven „Abbo” Abbot – gitara elektryczna
- Steve Harle – perkusja
- Martin „Segovia” Smith – gitara basowa